# Howell Cobb
Howell Cobb (7 de septiembre de 1815 - 9 de octubre de 1868), militar y político estadounidense. Un demócrata del sur, Cobb fue miembro de la Cámara de Representantes de los Estados Unidos por cinco períodos y Presidente de la Cámara de Representantes de 1849 a 1851. También fue el 40.º Gobernador de Georgia (1851-1853) y Secretario del Tesoro bajo la presidencia de James Buchanan (1857-1860).
Cobb es, sin embargo, probablemente más conocido como uno de los fundadores de la Confederación, habiendo servido como Presidente del Congreso Provisional de los Estados Confederados. Los delegados de los estados esclavistas del Sur declararon que se habían separado de los Estados Unidos y creado los Estados Confederados de América.
Cobb sirvió durante dos semanas entre la fundación de la Confederación y la elección de Jefferson Davis como su primer Presidente. Como Presidente del Congreso, era el Jefe de Estado provisional en ese momento.

## Primeros años y educación
Nacido en el condado de Jefferson, Georgia, en 1815, hijo de John A. Cobb y Sarah (Rootes) Cobb, Howell Cobb era de ascendencia galesa estadounidense, creció en Athens y asistió a la Universidad de Georgia, donde fue miembro de la Sociedad Literaria Phi Kappa. Fue admitido en el Colegio de Abogados en 1836 y se convirtió en procurador general del circuito judicial occidental de Georgia.
Se casó con Mary Ann Lamar el 26 de mayo de 1835. Era hija de una familia Lamar con amplias conexiones en el Sur, que tendría once hijos, el primero en 1838 y el último en 1861. Varios de ellos no sobrevivieron a la infancia, entre ellos el último, un hijo que lleva el nombre del hermano de Howell, Thomas Reade Rootes Cobb.

## Carrera

### Congresista
Cobb fue elegido por el Partido Demócrata para los congresos 28, 29, 30 y 31. Fue presidente del Comité de Viáticos de la Cámara de Representantes de los Estados Unidos durante el 28.º Congreso y Presidente de la Cámara de Representantes de los Estados Unidos durante el 31.er Congreso.
Se puso del lado del presidente Andrew Jackson en la cuestión de la anulación (es decir, el compromiso sobre los aranceles de importación), y fue un partidario efectivo de la administración del presidente James K. Polk durante la guerra entre México y Estados Unidos. Fue un ardiente defensor de la extensión de la esclavitud a los territorios, pero cuando se llegó a un acuerdo sobre el Compromiso de 1850, se convirtió en su firme partidario como demócrata de la Unión y se unió a los Whigs de Georgia Alexander Stephens y Robert Toombs en una campaña en todo el estado para elegir delegados a una convención estatal que afirmaba de manera abrumadora, en la Plataforma de Georgia, que el estado aceptaba el Compromiso como la solución final a los problemas pendientes de la esclavitud. Sobre este tema, Cobb fue elegido gobernador de Georgia por una gran mayoría.

### Presidente de la Cámara de Representantes
Después de 63 votaciones, fue elegido presidente de la Cámara el 22 de diciembre de 1849 a la edad de 34 años. En 1850, después de la muerte de Zachary Taylor el 9 de julio y la asunción de Millard Fillmore a la presidencia de los Estados Unidos, Cobb, como Presidente de la Cámara, habría sido el primero en la línea de la presidencia durante dos días debido a la vacante vicepresidencial y a un presidente pro tempore en el Senado, pero no cumplía con la elegibilidad mínima para la presidencia de tener 35 años de edad. El Senado eligió a William R. King como presidente pro tempore el 11 de julio.

### Gobernador de Georgia
En 1851, Cobb dejó la Cámara de Representantes para servir como Gobernador de Georgia, ocupando ese cargo hasta 1853. Publicó A Scriptural Examination of the Institution of Slavery in the United States: With its Objects and Purposes en 1856.

### Regreso al Congreso y a la Secretaría de Hacienda

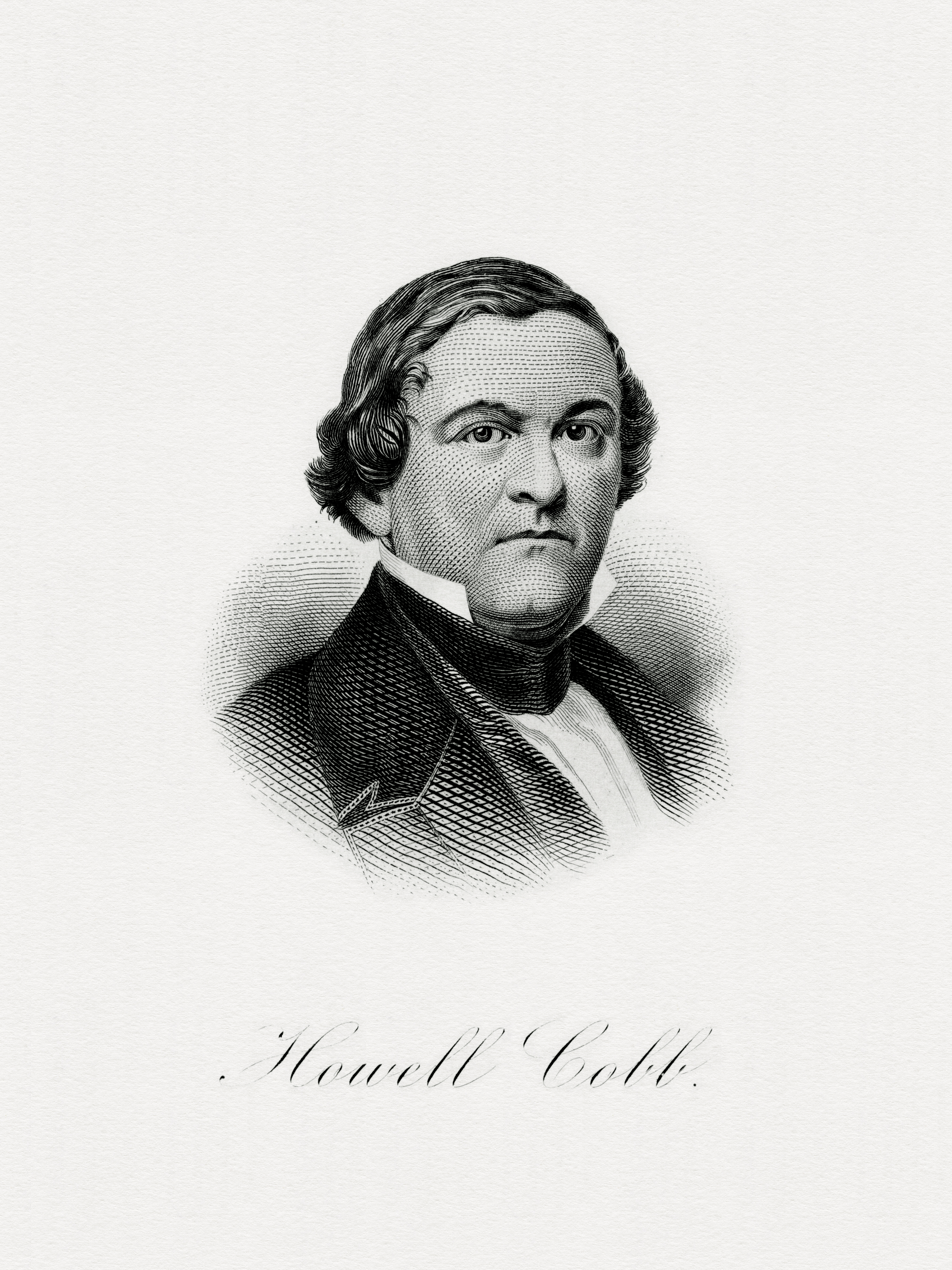
Bureau of Engraving and Printing Retrato de Cobb como Secretario del Tesoro.

Fue elegido miembro del 34.º Congreso antes de ser nombrado Secretario del Tesoro en el Gabinete de Buchanan. Sirvió durante tres años, renunciando en diciembre de 1860. En un tiempo, Cobb fue la elección de Buchanan como su sucesor.

### Fundador de la Confederación
En 1860, Cobb dejó de ser unionista y se convirtió en líder del movimiento de secesión. Fue presidente de una convención de los estados secesionistas que se reunió en Montgomery, Alabama, el 4 de febrero de 1861. Bajo la dirección de Cobb, los delegados redactaron una constitución para la nueva Confederación. Fue presidente de varias sesiones del Congreso Provisional Confederado, antes de renunciar para unirse a las fuerzas armadas cuando estalló la guerra.

### Guerra Civil

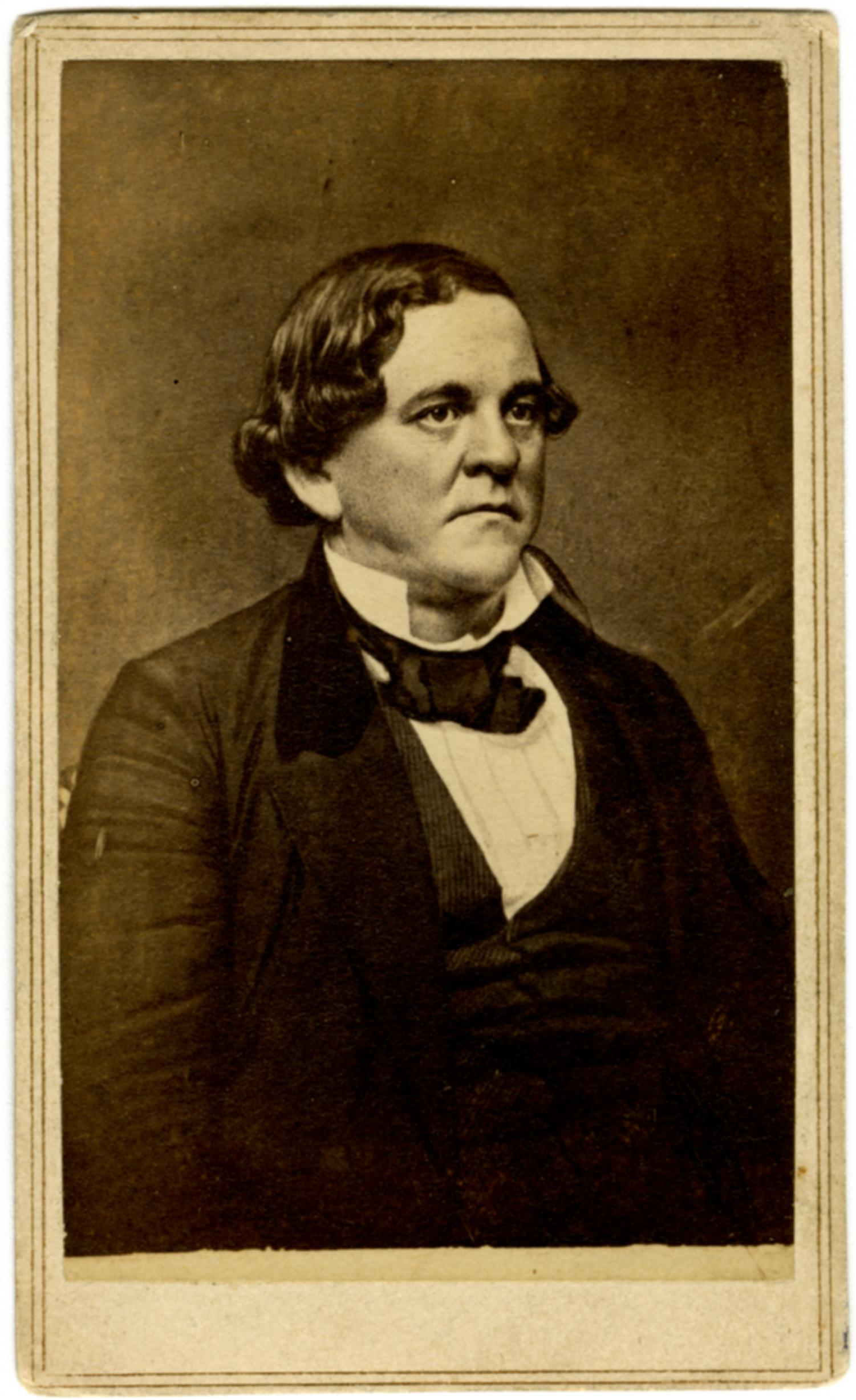
General Howell Cobb

Cobb se unió al ejército confederado y fue comisionado como coronel de la 16.ª Infantería de Georgia. Fue nombrado general de brigada el 13 de febrero de 1862, y se le asignó el mando de una brigada en lo que se convirtió en el Ejército de Virginia del Norte. Entre febrero y junio de 1862, representó a las autoridades confederadas en las negociaciones con los funcionarios de la Unión para un acuerdo sobre el intercambio de prisioneros de guerra. Sus esfuerzos en estas discusiones contribuyeron al Acuerdo Dix-Hill alcanzado en julio de 1862.
Cobb vio el combate durante la Campaña de la Península y las batallas de los Siete Días. La brigada de Cobb desempeñó un papel clave en la lucha durante la batalla de South Mountain, especialmente en Crampton's Gap, donde llegó en un momento crítico para retrasar un avance de la Unión a través de la brecha, pero a un costo sangriento. Sus hombres también lucharon en la siguiente batalla de Antietam.
En octubre de 1862, Cobb fue separado del Ejército de Virginia del Norte y enviado al Distrito de la Florida Central. Fue ascendido a general de división el 9 de septiembre de 1863 y puesto al mando del Distrito de Georgia y Florida. Sugirió la construcción de un campo de prisioneros de guerra en el sur de Georgia, un lugar que se pensaba a salvo de los invasores de la Unión. Esta idea llevó a la creación de la prisión de Andersonville.
Cuando los ejércitos de William T. Sherman entraron en Georgia durante la Campaña de Atlanta de 1864 y la posterior marcha hacia el mar, Cobb comandó el Cuerpo de Reserva de Georgia como general. En la primavera de 1865, con la Confederación claramente debilitándose, él y sus tropas fueron enviados a Columbus, Georgia para ayudar a oponerse a las incursiones de Wilson. Dirigió la desesperada resistencia confederada en la batalla de Columbus, Georgia, el domingo de Pascua, 16 de abril de 1865.
Durante la Marcha de Sherman al Mar, el ejército acampó una noche cerca de la plantación de Cobb. Cuando Sherman descubrió que la casa en la que planeaba pasar la noche pertenecía a Cobb, a quien Sherman describió en sus memorias como "uno de los principales rebeldes del Sur, entonces general del ejército confederado", cenó en los cuartos de esclavos, confiscó la propiedad y quemó la plantación, instruyendo a sus subordinados para que "no perdonaran nada".
En los últimos días de la guerra, Cobb se opuso infructuosamente a la propuesta de última hora del General Robert E. Lee de alistar esclavos en el Ejército Confederado. Temiendo que tal medida desacreditaría completamente la justificación fundamental de la esclavitud de la Confederación, que los negros eran inferiores, dijo: "No se puede hacer soldados de esclavos, o esclavos de soldados. El día que los conviertas en soldados es el principio del fin de la Revolución. Y si los esclavos parecen buenos soldados, entonces toda nuestra teoría de la esclavitud está equivocada".
Cobb se rindió a los Estados Unidos en Macon, Georgia el 20 de abril de 1865.

## Vida posterior y muerte
Después del final de la Guerra Civil, Cobb regresó a su casa y volvió a ejercer la abogacía. A pesar de la presión de sus antiguos electores y soldados, se negó a hacer comentarios públicos sobre la política de reconstrucción hasta que recibió un indulto presidencial, aunque se opuso en privado. Finalmente, al recibir el indulto a principios de 1868, comenzó a oponerse enérgicamente a las leyes de Reconstrucción, pronunciando una serie de discursos ese verano que denunciaban amargamente las políticas de los republicanos radicales en el Congreso de Estados Unidos.
Ese otoño, Cobb estuvo de vacaciones en la ciudad de Nueva York y murió de un ataque al corazón allí. Su cuerpo fue devuelto a Athens, Georgia, para ser enterrado en el cementerio de Oconee Hill.